# Deutscher Gewerkschaftsbund

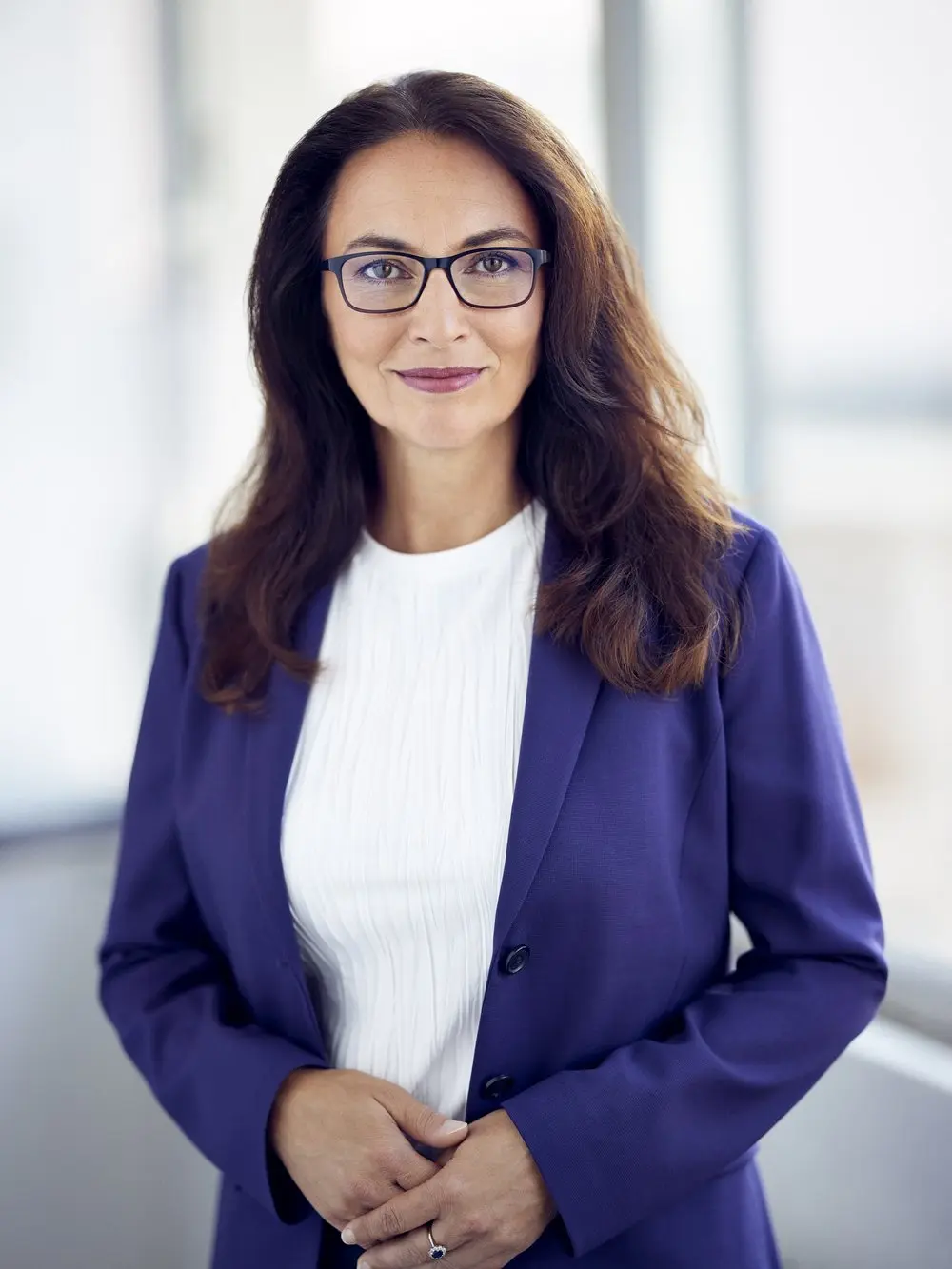
Yasmin Fahimi ist seit Mai 2022 Vorsitzende des Deutschen Gewerkschaftsbundes

Der Deutsche Gewerkschaftsbund (DGB) ist die größte Dachorganisation von Einzelgewerkschaften in Deutschland. Ihm gehören acht Mitgliedsgewerkschaften mit rund 5,6 Millionen Gewerkschaftern an. Diese decken alle Branchen und Wirtschaftsbereiche ab.
Der Gewerkschaftsbund ist von Anfang an dem Prinzip der Einheitsgewerkschaft verpflichtet. Das heißt, diese sind parteipolitisch neutral. Sie stehen allen Arbeitnehmern offen, unabhängig von parteipolitischen, religiösen oder anderen weltanschaulichen Überzeugungen.
Der Geschäftsführende DGB-Bundesvorstand hat seinen Sitz in Berlin. Mitglieder im geschäftsführenden DGB-Bundesvorstand sind die DGB-Vorsitzende Yasmin Fahimi, die stellvertretende DGB-Vorsitzende Elke Hannack und die Vorstandsmitglieder Stefan Körzell und Anja Piel.
Der DGB vertritt die Interessen der acht Mitgliedsgewerkschaften gegenüber den politischen Entscheidungsträgerinnen und -trägern, Parteien und Verbänden in Bund, Ländern und Gemeinden. Der Gewerkschaftsbund ist föderal gegliedert: Es gibt 9 Bezirke, 59 Regionen und 347 Kreis- und Stadtverbände. Der DGB koordiniert die gewerkschaftlichen Aktivitäten, dazu gehören die Vertretung gewerkschaftlicher Interessen in politischen Gremien, bei Anhörungen im Deutschen Bundestag oder den Landtagen sowie die Organisation von Kampagnen wie etwa zum Tag der Arbeit, dem 1. Mai.
Zudem bringt der Dachverband Konzepte zu verschiedenen politischen Themen in der politischen Debatte ein, etwa zu den Themen Arbeitsmarkt, Arbeitsbedingungen, Rente, Kranken- und Pflegeversicherung, der Frauen- und Gleichstellungspolitik, Transformation der Arbeitswelt oder in der Steuer- und Finanzpolitik.
Alle vier Jahre entscheiden Delegierte aus den acht Mitgliedsgewerkschaften im Rahmen des DGB-Bundeskongresses über die politischen Ziele des DGB. Der letzte Bundeskongress fand 2022 in Berlin statt. Bei den Vorstandswahlen wurde Yasmin Fahimi mit 93,23 Prozent der Stimmen zur neuen DGB-Vorsitzenden gewählt. Sie folgte auf Reiner Hoffmann, der seit 2014 im Amt war.
Der DGB arbeitet auf internationaler Ebene im Europäischen Gewerkschaftsbund (EGB) und im Internationalen Gewerkschaftsbund (IGB) mit und vertritt die deutsche Gewerkschaftsbewegung bei internationalen Institutionen wie der EU und der UNO.

## Geschichte

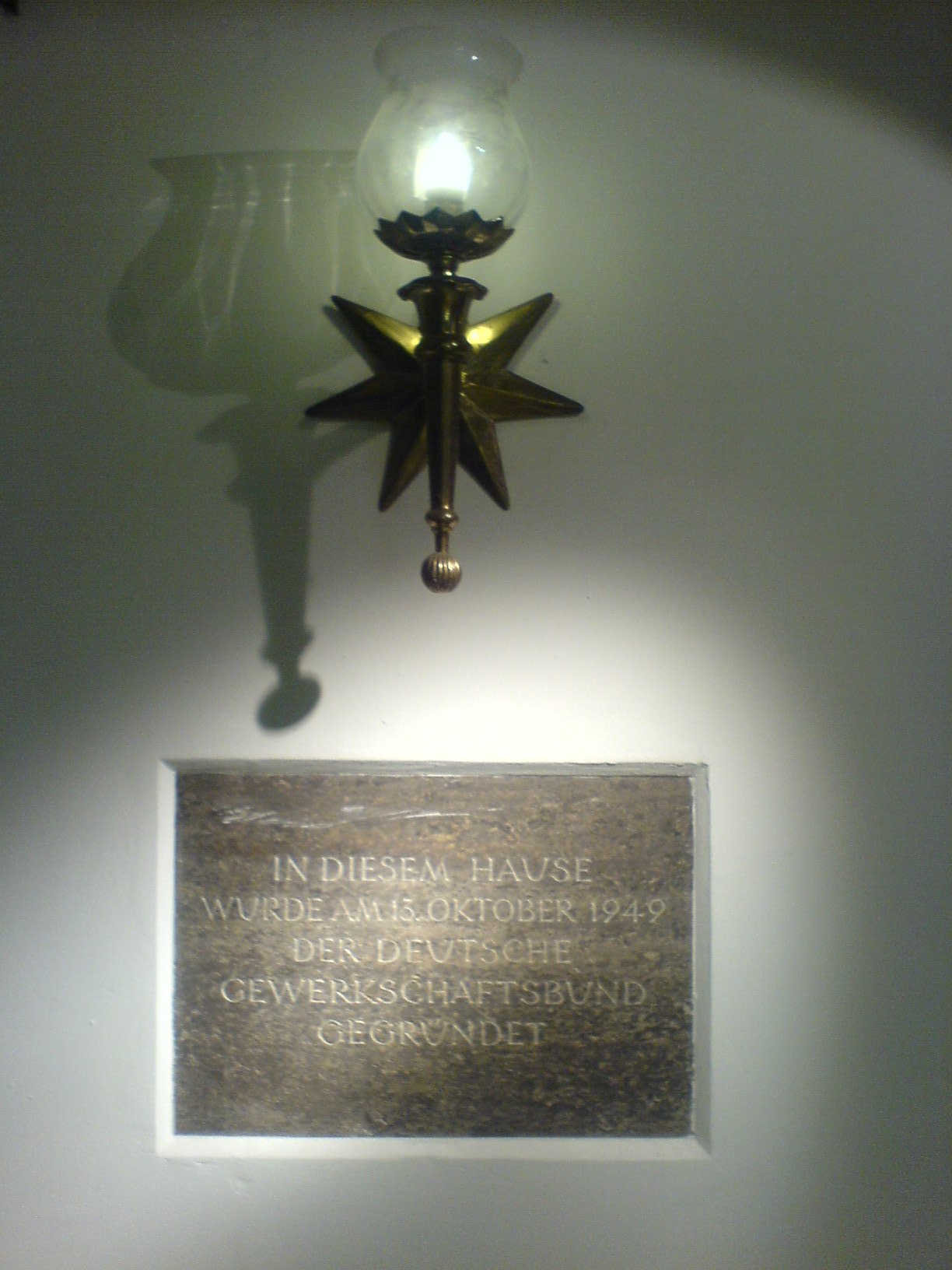
Gedenktafel im Deutschen Museum (München) zur Gründung des Deutschen Gewerkschaftsbundes

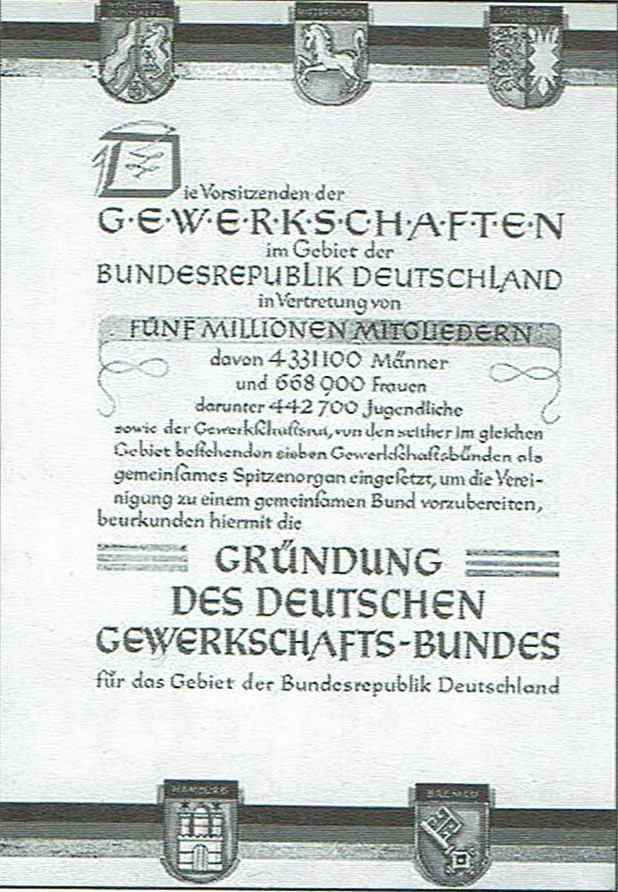
Gründungsurkunde des Deutschen Gewerkschaftsbundes von 1949

Mitgliedsbuch des DGB von 1954

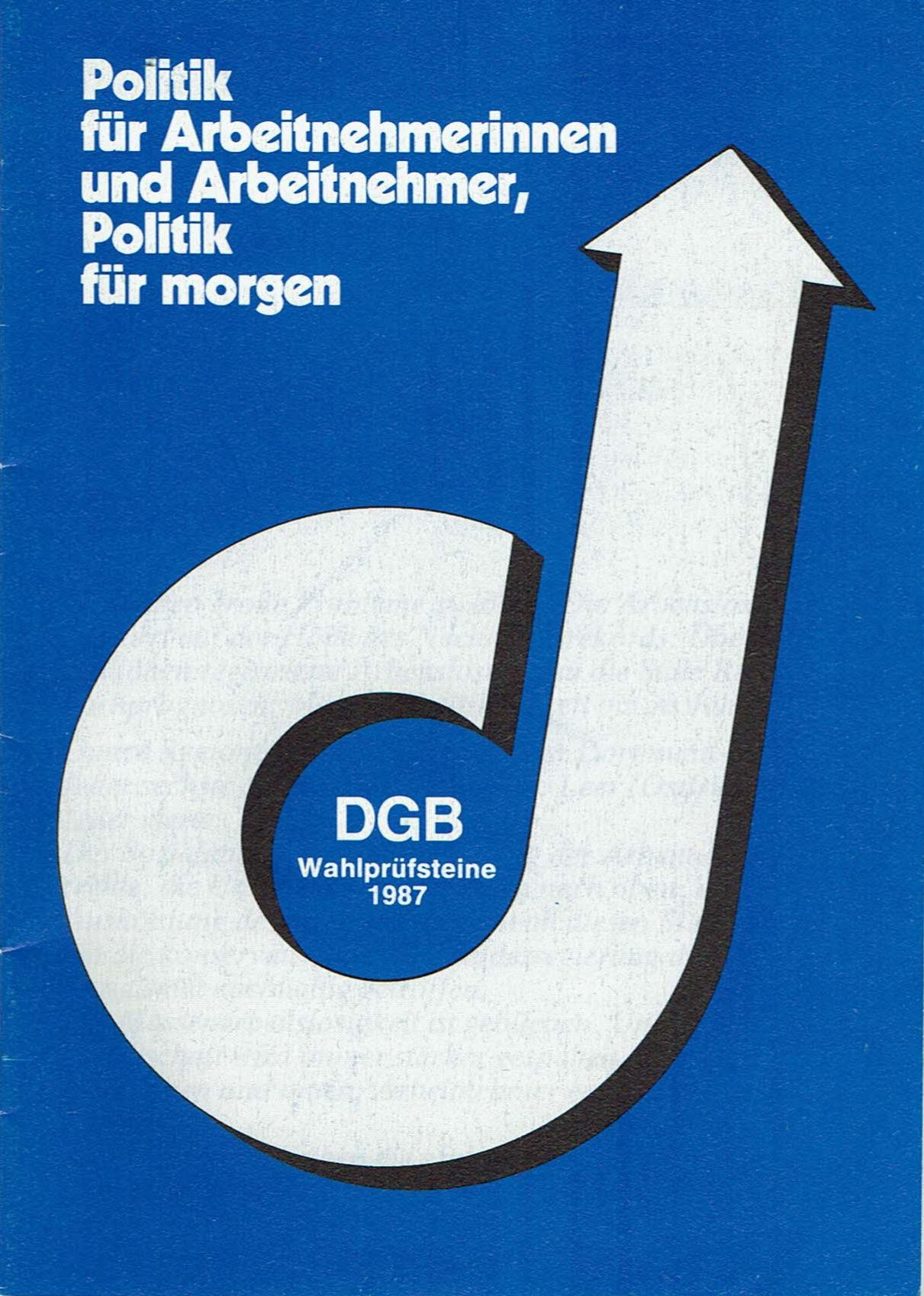
Wahlprüfsteine des DGB 1987 zur Bundestagswahl

Erste Schritte zur Gründung einer Einheitsgewerkschaft fanden noch vor Ende des Zweiten Weltkrieges statt. Am 18. März 1945 trafen sich Gewerkschafter in der bereits von US-Truppen befreiten Stadt Aachen, um einen Gründungskongress abzuhalten. Der DGB selbst wurde am 12. Oktober 1949 in München gegründet. Damals verabschiedete der Bundeskongress der Gewerkschaften die „Satzung des DGB“, die zwischenzeitlich mehrmals geändert bzw. neu gefasst wurde. Demnach ist der DGB eine „Vereinigung von Gewerkschaften“ mit Sitz in Berlin.
Vorläufer des DGB war der Allgemeine Deutsche Gewerkschaftsbund (ADGB). Von 1919 bis 1933 nannte sich der Dachverband der Christlichen Gewerkschaften (und anfangs auch der liberalen) DGB (heute CGB). In der Weimarer Republik haben sich die verschiedenen Gewerkschaften politischen Grundrichtungen zugeordnet (Richtungsgewerkschaften). Sie bekämpften sich zum Teil gegenseitig. Das schwächte sie gegenüber dem aufkommenden Nationalsozialismus, der die Gewerkschaften als unabhängige Organisationen bereits 1933 ausschaltete.
In der DDR gab es den Freien Deutschen Gewerkschaftsbund (FDGB), welcher jedoch nicht mit dem DGB vergleichbar ist, weil er nicht in der Lage war, die Interessen der Arbeitnehmer unabhängig gegenüber Partei und Staat zu vertreten.

### Zentrale Erfolge
Die DGB-Gewerkschaften haben in zahlreichen Auseinandersetzungen eine Reihe von Erfolgen für ihre Mitglieder erreicht. Dazu zählt – neben den Lohnerhöhungen – die Etablierung der Mitbestimmung in Unternehmen, die Verkürzung der durchschnittlichen Wochenarbeitszeit, die 5-Tage-Woche als Standard-Arbeitswoche für Beschäftigte, die Durchsetzung der Lohnfortzahlung im Fall von Krankheit, das Erkämpfen von bezahlten Jahresurlaub und Urlaubsgeld in sehr vielen Tarifverträgen, die Verbesserung rechtlicher Regeln zum Arbeitsschutz, Kündigungsschutz, zur sozialen Sicherheit (bei Arbeitslosigkeit, Unfall, Krankheit, Alter und Pflege) und zur Sicherung von Beschäftigung sowie verbesserte Ausbildungsbedingungen. Als ein Meilenstein in jüngerer Zeit gilt die Durchsetzung eines Mindestlohns in Deutschland.

### Bundeskongresse, Grundsatz- und Aktionsprogramme
(Quelle: DGB)
- 12.–14. Oktober 1949: Der Gründungskongress des Deutschen Gewerkschaftsbundes (DGB) für die Bundesrepublik Deutschland in München wählt Hans Böckler zum ersten Vorsitzenden. Die weltanschauliche Spaltung in Richtungsgewerkschaften wird durch die Einheitsgewerkschaft überwunden. Das „Parlament der Arbeit“, so die Bezeichnung und das Selbstverständnis dieses und der späteren DGB-Kongresse, beschließt wirtschafts- und sozialpolitische Leitsätze mit den Forderungen nach Sozialisierung der Schlüsselindustrien, Wirtschaftsplanung und Mitbestimmung
- 16. Februar 1951: Hans Böckler stirbt. Nach seinem Tod wird Christian Fette vom außerordentlichen DGB-Kongress in Essen im Juni zum DGB-Vorsitzenden gewählt.
- 13.–17. Oktober 1952: Der 2. ordentliche DGB-Bundeskongress wählt Walter Freitag, bisher Vorsitzender der IG Metall, zum DGB-Vorsitzenden.
- 1. Mai 1955: Im Aktionsprogramm des DGB wird die vierzigstündige Fünf-Tage-Woche bei vollem Lohnausgleich gefordert. Eine populäre Kampagne mit dem Motto „Samstags gehört Vati mir“ unterstreicht ab 1956 das Anliegen.[7]
- 1.–6. Oktober 1956: Der 4. ordentliche Bundeskongress des DGB wählt Willi Richter zum Vorsitzenden.
- 22.–27. Oktober 1962: Der 6. ordentliche DGB-Bundeskongress in Hannover wählt Ludwig Rosenberg zum DGB-Vorsitzenden. Inhaltlich lehnte der DGB die Notstandsgesetze ab und entschied sich für Selbstbestimmung und Wiedervereinigung und gegen die Verletzung der Menschenrechte durch die DDR. Zudem wurde gleicher Lohn für Frauenarbeit gefordert. Im zweiten beamtenpolitischen Programm forderte der DGB die Anpassung der Beamtengesetzgebung an moderne Gegebenheiten.
- 21.–22. November 1963: Der DGB beschließt auf seinem außerordentlichen Kongress in Düsseldorf ein neues Grundsatzprogramm, das die Sozialisierungsforderungen des Münchener Programms von 1949 abschwächt, aber nicht aufgibt.
- 23. März 1965: Das Aktionsprogramm des DGB fordert unter anderem kürzere Arbeitszeit, ein 13. Monatsgehalt und vier Wochen Mindesturlaub.
- 21. Mai 1969: Der 8. DGB-Kongress in München wählt Heinz Oskar Vetter zum neuen DGB-Vorsitzenden.
- 25.–30. Juni 1972: Der 9. Kongress in Berlin verabschiedet ein Aktionsprogramm. „Forderung Nr. 1“ ist die Mitbestimmung.
- Juni 1979: In einem Aktionsprogramm fordert der DGB die Sicherung und Schaffung von Arbeitsplätzen.
- 12.–14. März 1981: Der außerordentliche Bundeskongress des DGB verabschiedet in Düsseldorf ein neues Grundsatzprogramm, das die Forderungen des Programms von 1963 vor allem in der Friedens- und der Umweltpolitik ergänzt.
- Oktober 1988: Der DGB beschließt ein Aktionsprogramm für Beschäftigungspolitik und Vollbeschäftigung.
- 20.–26. Mai 1990: Der 14. ordentliche DGB-Bundeskongress in Hamburg wählt Heinz-Werner Meyer, den Vorsitzenden der IG Bergbau und Energie, zum Nachfolger Ernst Breits (seit 21. Mai 1982) im Amt des DGB-Bundesvorsitzenden.
- 13.–17. Juni 1994: Der 15. ordentliche Bundeskongress des DGB wählt Dieter Schulte nach dem Tod Heinz-Werner Meyers zum Vorsitzenden.
- 12. Juli 1995: DGB-Programm zur Förderung der beruflichen Bildung. Allen Jugendlichen soll eine berufliche Ausbildung ermöglicht werden.
- 13.–16. November 1996: Der DGB beschließt auf seinem außerordentlichen Bundeskongress in Dresden ein neues Grundsatzprogramm, das die sozial regulierte Marktwirtschaft zum Ziel erklärt[8] (s. u.).
- 5. März 1997: Der DGB beschließt das Aktionsprogramm „Für Arbeit und soziale Gerechtigkeit“[9] (s. u.).
- 27.–31. Mai 2002: Der 17. Ordentliche Bundeskongress des DGB wählt Michael Sommer zum Nachfolger von Dieter Schulte.
- 22.–26. Mai 2006: 18. Ordentlicher Bundeskongress des DGB, Berlin – „Die Würde des Menschen ist unser Maßstab“[10] (s. u.)
- 16.–20. Mai 2010: 19. Ordentliche Bundeskongress des DGB in Berlin – „Arbeit. Gerechtigkeit. Solidarität.“[11]
- 11.–16. Mai 2014: 20. Ordentliche Bundeskongress des DGB in Berlin – „Arbeit. Gerechtigkeit. Solidarität.“[12] Reiner Hoffmann wird zum Nachfolger von Michael Sommer gewählt.
- 13.–17. Mai 2018: 21. Ordentliche Bundeskongress des DGB in Berlin – „SOLIDARITÄT_VIELFALT_GERECHTIGKEIT“
- 8.–12. Mai 2022: 22. Ordentliche Bundeskongress des DGB in Berlin – „Zukunft gestalten wir.“ Yasmin Fahimi wird zur Nachfolgerin von Reiner Hoffmann gewählt.

Am 14. und 15. Mai 2009 veranstaltete der DGB einen „Kapitalismuskongress“, auf dem er sich mit der damaligen Weltwirtschaftskrise auseinandersetzte.

### Fusionen von Mitgliedsgewerkschaften
Bei Gründung des DGB 1949 hatte dieser insgesamt 16 Mitgliedsgewerkschaften. 1972 gehörten dem DGB 6,98 Millionen Mitglieder an.
1978 schloss sich die Gewerkschaft der Polizei (GdP) als 17. Gewerkschaft dem DGB an. 1989 fusionierte die Gewerkschaft Kunst mit der IG Druck und Papier, so dass sich die Mitgliederzahl wieder auf 16 reduzierte. 1996 fusionierten die IG Bau-Steine-Erden und die Gewerkschaft Gartenbau, Land- und Forstwirtschaft zur IG Bauen-Agrar-Umwelt (BAU), so dass es 15 Mitglieder waren. 1997 fusionierten die IG Bergbau und Energie (IG BE), die IG Chemie-Papier-Keramik (IG Chemie) und die Gewerkschaft Leder zur IG Bergbau, Chemie, Energie (IG BCE), damit waren es noch 13 Mitglieder. 1998 bzw. 2000 gingen die Gewerkschaft Holz und Kunststoff und die Gewerkschaft Textil-Bekleidung in der IG Metall auf. Somit gab es noch elf Mitglieder, und 2001 fusionierten vier Mitgliedsgewerkschaften (Deutsche Postgewerkschaft (DPG), Öffentliche Dienste, Transport und Verkehr (ÖTV), Handel, Banken und Versicherungen (HBV) und IG Medien – Druck und Papier, Publizistik und Kunst (IG Medien)) des DGB unter Einbeziehung der Deutschen Angestellten-Gewerkschaft (DAG), die nicht Mitglied im DGB war, zur neuen Gewerkschaft ver.di. Somit gibt es seit März 2001 nur noch acht Mitgliedsgewerkschaften im DGB.
Am 30. November 2010 vereinigten sich Transnet und die GDBA (die aber kein Mitglied des DGB war) zur Eisenbahn- und Verkehrsgewerkschaft (EVG). Die Zahl der Mitgliedsgewerkschaften blieb somit konstant.

### Mitgliederzahlen
Nachdem die Mitgliedszahlen der im DGB vertretenen Gewerkschaften nach der Wiedervereinigung 1990 von fast 7,94 Mio. sprunghaft auf über 11,8 Mio. gestiegen waren, ist seit 1991 ein kontinuierlicher Abwärtstrend zu beobachten. Ende 2021 zählte der DGB rund 5,7 Millionen Mitglieder (Stichtag 31. Dezember 2021). Dies ist der tiefste Stand seit 1951. Eine Mitgliederstärke von 6 Millionen Mitgliedern oder weniger hatte der DGB zuletzt lediglich in seiner Anfangsphase, der Frühphase des deutschen „Wirtschaftswunders“ von 1950 bis 1955. Damals stieg die Anzahl der Mitglieder nach der Gründung 1949 langsam von 5,4 auf 6,1 Millionen an.

### Das Grundsatzprogramm von 1996
Das auf dem 5. außerordentlichen Bundeskongress vom 13. bis 16. November 1996 in Dresden beschlossene Grundsatzprogramm ist überschrieben mit „Die Zukunft gestalten“ und gliedert sich in die folgenden Kapitel und Abschnitte:
- Unsere Zukunft – Aufforderung zur Mitarbeit
- I. Zukunft der Arbeit

1. Arbeit schaffen und Arbeit teilen
2. Wandel der Arbeit
3. Wir wollen die Arbeit der Zukunft gestalten
4. Gestalten durch rechtliche Absicherung und Tarifvertrag
5. Beteiligung und Mitbestimmung ausbauen
- II. Gestaltung der Ökonomie

1. Vollbeschäftigung verwirklichen
2. Ökologisch wachsen und umsteuern
3. Mehr soziale Gerechtigkeit verwirklichen
4. Gleichwertige Lebensbedingungen in den Regionen schaffen
5. Markt und Staat, Mitbestimmung und Gestaltung
6. Für eine gerechte Weltwirtschaftsordnung
- III. Den Sozialstaat durch Reformen sichern

1. Öffentliche Dienste und Lebensqualität gehören zusammen
2. Das soziale Sicherungssystem durch Reformen festigen und erneuern
- IV. Anforderungen an unsere demokratische Gesellschaft

1. Politische Freiheitsrechte erweitern
2. Menschenrechte, Frieden und Abrüstung
3. Kulturelle Vielfalt und demokratische Medien fördern
4. Bildung ist der Schlüssel zur Zukunft
- V. Die Zukunft der Gewerkschaften

1. Vielfalt in der Einheit verwirklichen
2. Kompetenz und Beteiligung ausbauen
3. Organisationskultur erneuern
4. Die Zukunft gewerkschaftlicher Interessenvertretung in Europa

### Das Aktionsprogramm von 1997
Das am 5. März 1997 beschlossene Aktionsprogramm ist überschrieben mit „Für Arbeit und soziale Gerechtigkeit“ und gliedert sich in die folgenden Kapitel und Abschnitte:
- I. Arbeit schaffen – Arbeit teilen

1. Soziale und ökologische Reformen durchsetzen
2. Arbeitszeit verkürzen und mehr Zeitsouveränität schaffen
3. Aus- und Weiterbildung sichern und modernisieren
4. Öffentlich geförderte Beschäftigung durch aktive
- II. Soziale Gerechtigkeit herstellen

5. Soziale Sicherungssysteme stabilisieren – gesetzliche Lohnnebenkosten senken
6. Die Alterssicherung reformieren
7. Eine sozial gerechte Steuerreform verwirklichen
- III. Tarifautonomie verteidigen – Arbeitnehmerrechte stärken

8. Flächentarifverträge erhalten und reformieren
9. Arbeitnehmerrechte sichern und stärken
- IV. Die Europäische Einheit sozial gestalten
- V. Unser Weg

### 18. Ordentlicher Bundeskongress 22.–26. Mai 2006
Der 18. Ordentliche Bundeskongress des DGB fand vom 22. bis 26. Mai 2006 in Berlin statt.
Er wählte
- als Vorsitzenden Michael Sommer (mit 298 von 380 abgegebenen Stimmen)
- als Stellvertretende Vorsitzende Ingrid Sehrbrock (mit 212 von 373 abgegebenen Stimmen)
- als weitere Mitglieder des Geschäftsführenden Bundesvorstands:

– Annelie Buntenbach (309 Stimmen, abgegeben: 384)
– Dietmar Hexel (273 Stimmen, abgegeben: 384)
– Claus Matecki (zweiter Wahlgang: 218 Stimmen, abgegeben: 348)
Der Kongress verabschiedete 137 Anträge zur DGB-Satzung sowie zu gesellschafts- und gewerkschaftspolitischen Themen, darunter den „Leitantrag 1“ des Bundesvorstands „Die Würde des Menschen ist unser Maßstab“. Darin heißt es u. a.:
„Die Würde des Menschen ist untrennbar verknüpft mit den Möglichkeiten des Einzelnen, als selbständiges Individuum am gesellschaftlichen und wirtschaftlichen Leben teil zu haben. Ohne soziale Gerechtigkeit allerdings gibt es weder Freiheit noch Würde. Würde und Freiheit stellen jedoch in unserer Gesellschaft keine selbstverständlichen Güter mehr dar. Sie werden von einer zunehmenden wirtschaftlichen Deregulierung und Flexibilisierung bedroht.
Die Offenheit der Märkte und die Geschwindigkeit von Transaktionsprozessen erlaubt es internationalen Konzernen und Finanzinstituten frei von demokratischer Kontrolle Entscheidungen zu treffen, die für Volkswirtschaften, einzelne Unternehmen und Beschäftigte folgenschwer sind. Diese weltweite Entfesselung der Märkte übt auf die Sozialstaaten und damit auf deren Sozialstandards einen enormen Wettbewerbsdruck aus.
…
Soziale Gerechtigkeit als Voraussetzung für ein Leben in Würde und als Leitidee einer sozialstaatlich verfassten Demokratie bedeutet daher gegenwärtig und zukünftig,
- die Anerkennung des Anspruchs von Arbeitnehmerinnen und Arbeitnehmern auf gerechte Teilhabe an der Erarbeitung und der Verteilung des Wohlstands sowie ihrer Erwartungen an Selbst- und Mitbestimmung in Arbeitswelt und Gesellschaft;
- den sozialen Schutz im Alter, vor Krankheit und vor Arbeitslosigkeit, damit die Menschen bei diesen existenziellen Risiken weiterhin im gesellschaftlichen Leben integriert bleiben und nicht ins soziale Abseits rutschen;
- allen Menschen unabhängig von Status, Ausbildung und Einkommen der Eltern den Zugang zu Bildung und Ausbildung zu ermöglichen und lebensbegleitendes Lernen zu fördern. So können unabhängig von Status, Ausbildung und Einkommen der Eltern gesellschaftliche und soziale Gestaltungsmöglichkeiten genutzt werden;
- durch eine gute Bildung den Einzelnen zu befähigen, den Wandel von Arbeitsmarkt, Wirtschaft und Gesellschaft mitzugestalten;
- Menschen unabhängig von Alter, Geschlecht, sozialer Herkunft oder kulturellem Hintergrund die Möglichkeiten zur gesellschaftlichen Integration zu geben und vor sozialer Ausgrenzung zu bewahren;
- durch Aufrechterhaltung der Inneren Sicherheit den sozialen Frieden zu gewährleisten.

Die deutschen Gewerkschaften treten für diese umfassende Gerechtigkeitsidee ein.“

### Vorsitzende des DGB
- 1949–1951: Hans Böckler
- 1951–1952: Christian Fette
- 1952–1956: Walter Freitag
- 1956–1962: Willi Richter
- 1962–1969: Ludwig Rosenberg
- 1969–1982: Heinz Oskar Vetter
- 1982–1990: Ernst Breit
- 1990–1994: Heinz-Werner Meyer
- 1994–2002: Dieter Schulte
- 2002–2014: Michael Sommer
- 2014–2022: Reiner Hoffmann
- Seit 2022: Yasmin Fahimi

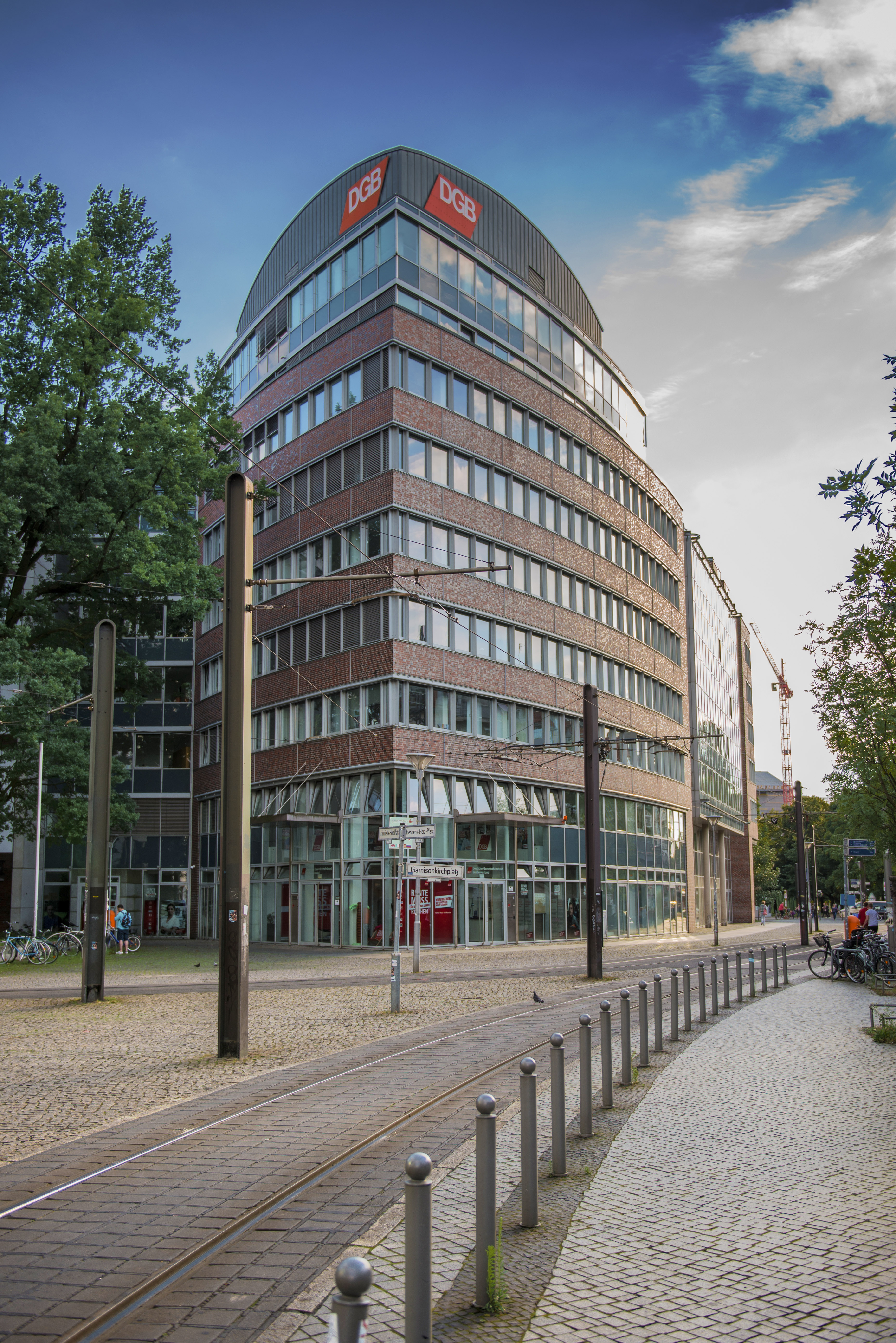
Hauptsitz des DGB in Berlin

Alle Vorsitzenden waren oder sind Mitglied der SPD.

## Organisation
| Mitglieder in den DGB-Gewerkschaften 2017 | Mitglieder in den DGB-Gewerkschaften 2017 | Mitglieder in den DGB-Gewerkschaften 2017 | Mitglieder in den DGB-Gewerkschaften 2017 | Mitglieder in den DGB-Gewerkschaften 2017 | Mitglieder in den DGB-Gewerkschaften 2017 | Mitglieder in den DGB-Gewerkschaften 2017 | Mitglieder in den DGB-Gewerkschaften 2017 |
| ----------------------------------------- | ----------------------------------------- | ----------------------------------------- | ----------------------------------------- | ----------------------------------------- | ----------------------------------------- | ----------------------------------------- | ----------------------------------------- |
| Gewerkschaft                              | Gewerkschaft                              | Frauen                                    | Frauen                                    | Männer                                    | Männer                                    | Insgesamt                                 | Insgesamt                                 |
| IG Bauen-Agrar-Umwelt                     | IG BAU                                    | 67.069                                    | 26,35 %                                   | 187.456                                   | 73,65 %                                   | 254.525                                   | 4,25 %                                    |
| IG Bergbau, Chemie, Energie               | IG BCE                                    | 137.012                                   | 21,49 %                                   | 500.611                                   | 78,51 %                                   | 637.623                                   | 10,64 %                                   |
| Gewerkschaft Erziehung und Wissenschaft   | GEW                                       | 199.529                                   | 71,71 %                                   | 78.714                                    | 28,29 %                                   | 278.243                                   | 4,64 %                                    |
| IG Metall                                 | IGM                                       | 406.893                                   | 17,98 %                                   | 1.855.768                                 | 82,02 %                                   | 2.262.661                                 | 37,74 %                                   |
| Gewerkschaft Nahrung-Genuss-Gaststätten   | NGG                                       | 83.741                                    | 41,89 %                                   | 116.180                                   | 58,11 %                                   | 199.921                                   | 3,33 %                                    |
| Gewerkschaft der Polizei                  | GdP                                       | 46.032                                    | 24,86 %                                   | 139.121                                   | 75,14 %                                   | 185.153                                   | 3,09 %                                    |
| Eisenbahn- und Verkehrsgewerkschaft       | EVG                                       | 41.204                                    | 21,69 %                                   | 148.771                                   | 78,31 %                                   | 189.975                                   | 3,17 %                                    |
| Vereinte Dienstleistungsgewerkschaft      | ver.di                                    | 1.038.221                                 | 52,24 %                                   | 949.115                                   | 47,76 %                                   | 1.987.336                                 | 33,15 %                                   |
| DGB gesamt                                | DGB                                       | 2.019.701                                 | 33,69 %                                   | 3.975.736                                 | 66,31 %                                   | 5.995.437                                 | 100,00 %                                  |
| DGB-Mitgliederstruktur 2017               |                                           |                                           |                                           |                                           |                                           |                                           |                                           |

### Mitgliedsgewerkschaften des DGB mit ihren Sitzen
- IG Bauen-Agrar-Umwelt (IG BAU) in Frankfurt am Main, am 1. Januar 1996 entstanden aus:
  - IG Bau-Steine-Erden (IG BSE)
  - Gewerkschaft Gartenbau, Land- und Forstwirtschaft (GGLF)
- IG Bergbau, Chemie, Energie (IG BCE) in Hannover, am 6. Oktober 1997 entstanden aus:
  - IG Bergbau und Energie (IG BE)
  - IG Chemie-Papier-Keramik (IG CPK)
  - Gewerkschaft Leder
- Gewerkschaft Erziehung und Wissenschaft (GEW) in Frankfurt am Main
- IG Metall (IGM) in Frankfurt am Main, mit den in ihr aufgegangenen Gewerkschaften:
  - Gewerkschaft Holz und Kunststoff
  - Gewerkschaft Textil-Bekleidung
- Gewerkschaft Nahrung-Genuss-Gaststätten (NGG) in Hamburg
- Gewerkschaft der Polizei (GdP) in Berlin mit Geschäftsstelle in Hilden
- Eisenbahn- und Verkehrsgewerkschaft (EVG) in Berlin, am, 30. November 2010 entstanden aus
  - Transnet – Gewerkschaft der Eisenbahner Deutschlands (GdED)
  - Verkehrsgewerkschaft GDBA, war kein Mitglied des DGB
- Vereinte Dienstleistungsgewerkschaft e. V. (ver.di) in Berlin, entstanden 2001 aus:
  - Deutsche Angestellten-Gewerkschaft e. V. (DAG), diese war nicht Mitglied im DGB
  - Deutsche Postgewerkschaft e. V. (DPG)
  - Gewerkschaft Handel, Banken und Versicherungen e. V. (HBV)
  - IG Medien – Druck und Papier, Publizistik und Kunst e. V. (IG Medien), 1989 entstanden aus:
    - IG Druck und Papier
    - Gewerkschaft Kunst

  - Gewerkschaft Öffentliche Dienste, Transport und Verkehr e. V. (ÖTV)

### Organe des DGB
Die Organe des DGB sind:
- Bundeskongress
- Bundesausschuss
- Bundesvorstand
- Revisionskommission

Das höchste Organ ist der Bundeskongress, welcher alle vier Jahre tagt. Zwischen den Bundeskongressen nimmt der Bundesausschuss die Aufgaben wahr.
Höchster Repräsentant des DGB ist der Vorsitzende als Leiter eines mehrköpfigen „Vorstands“. Der geschäftsführende Bundesvorstand besteht aus Yasmin Fahimi (Vorsitzende), Elke Hannack (stellvertretende Vorsitzende), Anja Piel und Stefan Körzell. Die Revisionskommission besteht aus drei Mitgliedern. Sie überwacht u. a. die Kassenführung und die Jahresabrechnung des Bundes und berichtet hierüber dem Bundeskongress bzw. Bundesausschuss.

### Bezirke und Regionen

Bezirke des DGB

Die neun DGB-Bezirke und die DGB-Vertretungen am Sitz der Landesregierungen bilden die landespolitische Lobby der Gewerkschaften. 2010 haben die Delegierten der acht Mitgliedsgewerkschaften des DGB auf dem DGB-Bundeskongress eine neue Satzung für den Bund der Gewerkschaften beschlossen. Mit der Satzung wurde unter anderem eine neue ehrenamtliche Satzungsebene eingeführt: die DGB-Kreis- und Stadtverbände. Sie geben dem DGB in den Kommunen ein Gesicht und eine politische Stimme. Inzwischen wurden in allen DGB-Bezirken und allen Bundesländern Kreis- und Stadtverbände gegründet. Mehr als 300 sind es insgesamt. Die Grenzen eines Kreis- oder Stadtverband entsprechen in den meisten Fällen den Grenzen der Kommune, also der Stadt oder des Landkreises, in denen sie aktiv sind.
Die DGB-Bezirke sind:
- Baden-Württemberg
- Bayern
- Berlin – Brandenburg
- Hessen – Thüringen
- Niedersachsen – Bremen – Sachsen-Anhalt
- Nord (Schleswig-Holstein, Hamburg, Mecklenburg-Vorpommern)
- Nordrhein-Westfalen
- Rheinland-Pfalz – Saarland
- Sachsen

§ 11 der DGB-Satzung enthält die Regelung zu den Bezirken und Regionen.

## DGB-Jugend
Die DGB-Jugend ist die Jugendorganisation des DGB.

## DGB-Bildungsangebote
- DGB-Bildungswerk[22]

## Gewerkschaftspresse

Zeitungskopf der DGB-Zeitschrift Angestellten-Magazin von 1991

Die Gewerkschaftlichen Monatshefte waren von 1950 bis 2004 das theoretische Diskussionsorgan des DGB. Seit dem 14. Dezember gibt der DGB das Online-Magazin Gegenblende heraus. Gegenblende ist der Nachfolger des DGB Debattenblog „Diskurs“. Viele Jahre gab der DGB für die Angestellten in den Gewerkschaften ein eigenes Magazin heraus.
Daneben wurde unter anderem die gewerkschaftseigene Wochenzeitung Welt der Arbeit (Chefredakteur Dieter Schmidt) herausgegeben, die bereits 1988 eingestellt werden musste. Neben einer naturgemäß zu geringen Auflagenhöhe bei allen Zeitungen im Gewerkschaftsbesitz hatten diese Anfang der 1950er Jahre das einmalige Angebot ausgeschlagen, die renommierte Tageszeitung Die Welt für 400.000 DM der britischen Besatzungsmacht abzukaufen – der Zuschlag ging daraufhin an den Axel Springer Verlag.

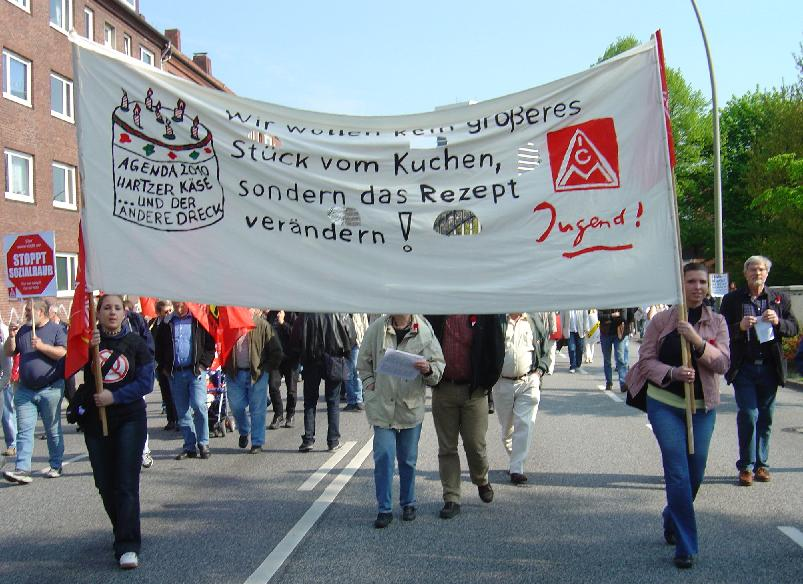
Die Jugend der Die IG-Metall bildet die größte Gruppe der DGB-Jugend

Der DGB gab ab 1950 die Funktionärszeitschrift „Die Quelle“ heraus, die 1997 eingestellt wurde und durch den Newsletter einblick ab 1998 abgelöst wurde.

## Weitere Aktivitäten
- Beteiligungsgesellschaft der Gewerkschaften
- Hans-Böckler-Stiftung
- Hans-Böckler-Medaille
- Arbeit und Leben
- Mach meinen Kumpel nicht an!
- Von 1949 bis 1952 Initiierung und Mitgliedschaft in der Arbeitsgemeinschaft für produktive Flüchtlingshilfe e. V.
- Die Gewerkschaftliche Unterstützungseinrichtung GUV/Fakulta ist eine Selbsthilfeeinrichtung des DGB.
- Mitglied im Netzwerk Europäische Bewegung Deutschland
- Mitglied im Netzwerk des Deutschen Frauenrates
- Erhebung des DGB-Index Gute Arbeit, erstmals 2007
- Von 1963 bis 1974 vergab der DGB den Kulturpreis des Deutschen Gewerkschaftsbundes
- Partner des Tax Justice Networks[26]